# 斯塔里基 (科羅斯堅區)
50°46′3″N 28°43′10″E / 50.76750°N 28.71944°E
斯塔里基（烏克蘭語：Старики），是烏克蘭的村落，位於該國北部日托米爾州，由科羅斯堅區負責管轄，始建於1840年，面積1.83平方公里，海拔高度178米，2001年人口418，人口密度每平方公里229.04人。